# Grąblewo (przystanek kolejowy na linii 376)
Grąblewo – przystanek osobowy w Grąblewie, w gminie Grodzisk Wielkopolski, w powiecie grodziskim, w województwie wielkopolskim, w Polsce. Został otwarty w 1881 roku razem z linią kolejową z Grodziska Wielkopolskiego do Opalenicy. W 1994 roku linia ta została zamknięta. W 2010 roku tory na tym odcinku zostały rozebrane.
Nazwę Grąblewo nadano nowo otwartemu przystankowi kolejowemu na linii kolejowej nr 357 między Grodziskiem Wielkopolskim a Ptaszkowem.